# Søren Jaabæk
Søren Pederssøn Jaabaek, född den 1 april 1814 i Holme socken i Lister og Mandals amt, död där den 7 januari 1894, var en norsk politiker.
Jaabæk var en tid skollärare på landet och invaldes 1845 för första gången i stortinget, vilket val sedan dess ständigt förnyades till 1891. Hans program var en till ytterlighet driven sparsamhet i statshushållningen och bondeståndets gynnande på övriga medborgares bekostnad. 
I detta syfte gav han 1865 impulsen till upprättande av de så kallade "bondevenforeningerne", vilkas organ, "Folketidende", han 1865–1879 redigerade. Socialt och politiskt måste han närmast uppfattas som en representant för 1830-talets bonderörelse, vars grunddrag genomgående är uttryck för en moderat, men av en trång horisont begränsad konservatism. 
På grund av sina ständiga tvister med landets prästerskap blev Jaabæk beskylld för irreligiositet; men som hans anteckningar visar, var han en varmt troende kristen, och hans ofta starkt klandrade brist på sinne för högre kultur har sin förklarande motsats i det intresse han ägnade allmän folkupplysning. 
Om Jaabæks intressen som läsande autodidakt vittnar även hans skrifter: Englands historie for det norske folk (1871–1872), Varme piller et cetera (1880, 2:a upplagan 1881) samt Kongers og kejseres levevis (2 häften, 1882, 1886).

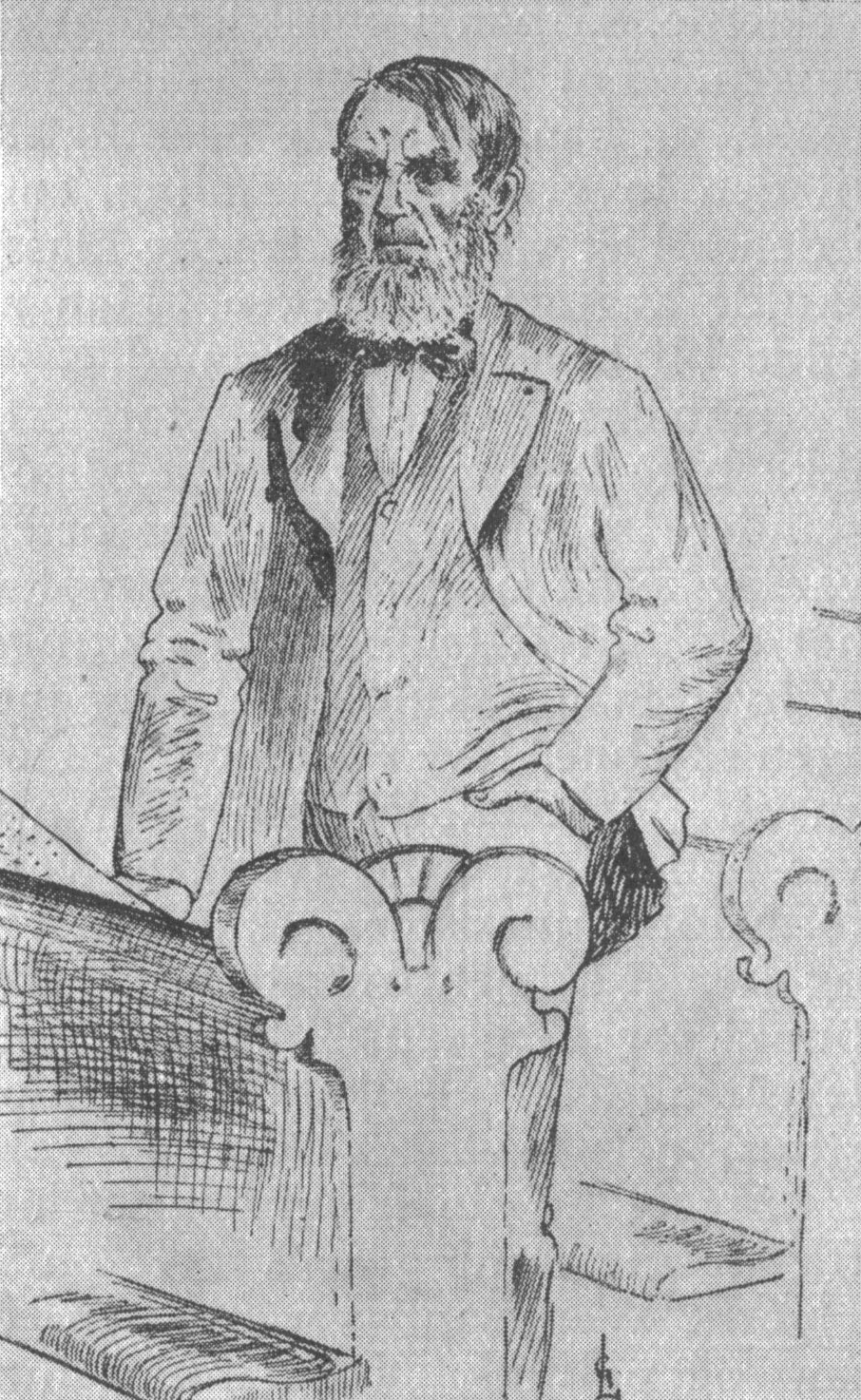
Søren Jaabæk tecknad av Gustav Lærum, 1891.